# La Prière aux étoiles
Pour plus de détails, voir Fiche technique et Distribution.
La Prière aux étoiles est un triptyque cinématographique français de Marcel Pagnol, dont le tournage commence en 1941 et est resté inachevé. Comme pour sa trilogie Marius, Fanny et César, chacun des trois volets de la nouvelle œuvre de Pagnol doit être intitulé par le prénom de ses personnages principaux : « Florence », « Dominique » et « Pierre ». Pour éviter que le film ne soit récupéré par la société Continental Films de l'occupant allemand, Marcel Pagnol détruit la grande majorité des séquences qu'il a tournées.

## Synopsis
Une jeune et jolie actrice de cinéma prénommée Florence habituée à la vie bourgeoise, est fiancée à l'élégant Dominique, fils d'un riche industriel de Lyon. Mais lorsque Florence découvre que c'est lui qui a financé en secret tous les films où elle a été engagée, elle ne souhaite plus l'épouser. Chaque nuit, Florence fait une prière aux étoiles, dans l'espoir de rencontrer l'homme qui va réellement bouleverser sa vie. À Paris au début de l'été, Florence rencontre  le jeune compositeur Pierre, à la Foire du Trône. Tombés amoureux l'un de l'autre, il partent en vacances en train pour la petite ville provençale de Cassis, à l'hôtel des Calanques, sur le petit port de pêche. Pierre, particulièrement jaloux, en veut terriblement à l'homme riche qui a été l'amant de sa bien-aimée et la situation du couple se dégrade. De plus, une prédiction d'avenir malheureux va contrarier le bonheur de Florence. Le trio amoureux va connaître des déchirements et des réconciliations...

## Autour du film
Dans un documentaire français sorti en 2022 et intitulé « Les Trésors de Marcel Pagnol », on apprend que le réalisateur qui entretient une relation amoureuse avec l'actrice Josette Day, tente de sauver le film des mains de l'Occupant allemand en détruisant devant huissier, plusieurs pellicules rushes du premier film.
Lors d'un entretien pour la télévision au début des années 1970, Pagnol déclare à son ami Pierre Tchernia qu'il a enterré quelques bobines dans un jardin mais qu'il ne sait plus exactement où. Après la guerre, le projet de reprendre le tournage de ce triptyque cinématographique n'est plus à l'ordre du jour car il a rompu avec l'actrice principale et noue une relation avec la jeune comédienne Jacqueline Bouvier pour laquelle il va produire ses nouveaux films Naïs, La Belle Meunière, Le Rosier de Madame Husson, Topaze et surtout les deux films composant Manon des sources.

## Des bobines retrouvées
En 2023, Valécien Bonnot-Gallucci, lors de recherches pour sa thèse de doctorat, retrouve dans les archives du Centre National du Cinéma à Bois-d'Arcy des bobines d'une copie de travail d'une durée de 80 minutes sur les 240 tournées à l'époque.

## Fiche technique
- Titre : La Prière aux étoiles
- Réalisation : Marcel Pagnol
- Scénario et dialogues : Marcel Pagnol
- Images : André Thomas
- Musique : Raoul Moretti
- Décors : Robert Giordani
- Script-girl : Martine Mouneyres
- Photographe de plateau : Henri Moiroud
- Montage : Jeanne Rongier
- Format :  Son mono - 35 mm - Noir et blanc - 1,37:1
- Production : Les Films Marcel Pagnol

## Distribution
- Pierre Blanchar : Pierre Florent, un homme qui tombe amoureux de Florence
- Josette Day : Florence, une jeune fille qui a un passé
- Julien Carette : Frédéric, le frère de Florence
- Pauline Carton : la bonne de l'hôtel
- Jean Chevrier : Dominique de Ravel, le protecteur de Florence
- André Alerme : Albert Chazel
- Charpin : Evariste
- Milly Mathis : Fernande
- Auguste Mouriès : Aurèle Bridou, le syndic
- Jean Castan : Pétugue
- Marguerite Moreno : Mme Pédoska, la voyante
- Line Noro : Mlle Reverdy
- Jean Toulout
- Jane Marken
- Marcel André
- Françoise Thurin

## Adaptation
La Prière aux étoiles a été adapté en bande dessinée en deux tomes, respectivement édités en 2021 et 2022 dans la collection Grand Angle des éditions Bamboo. Le scénario est écrit par Serge Scotto et Éric Stoffel; les dessins sont créés par Holgado et Marko.